# レオノール・トマージア・デ・ロレーナ・イ・ターヴォラ

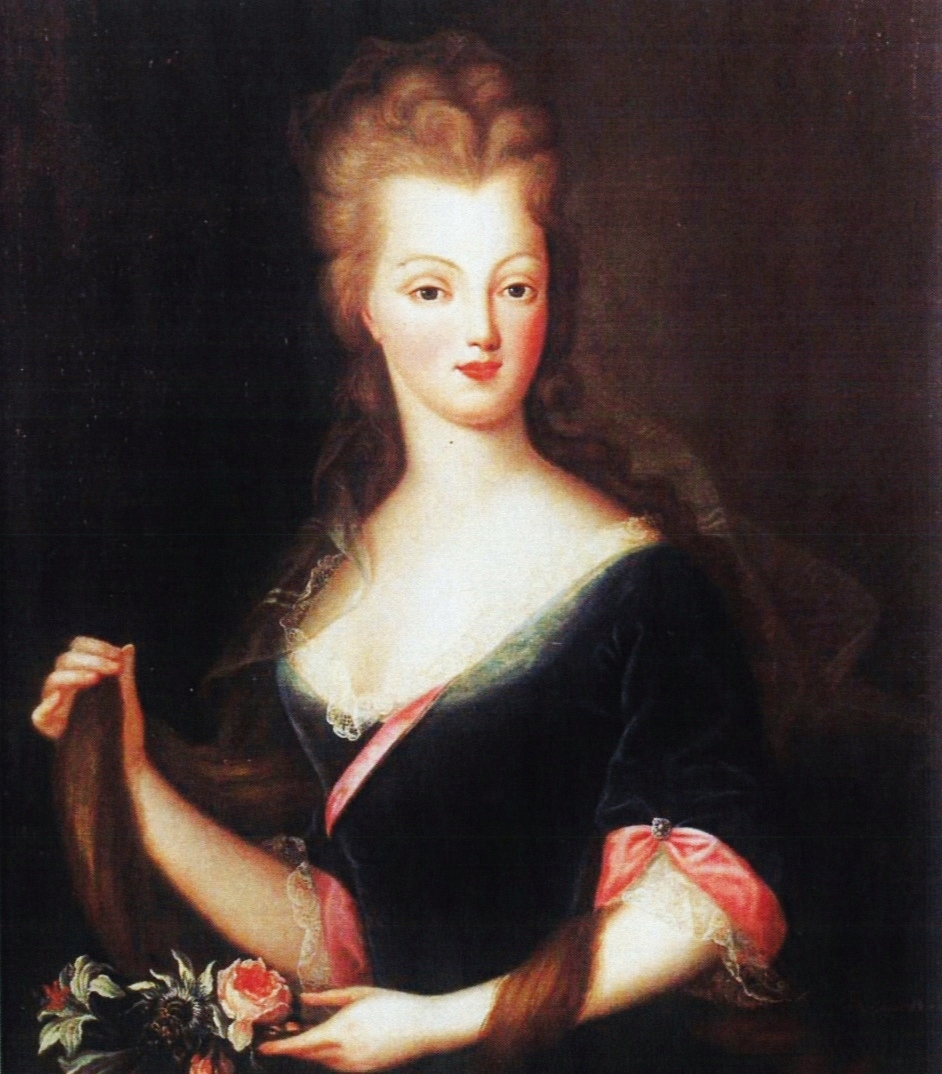
ターヴォラ女侯爵の肖像、カスカイス・カストロ・ギマランイス伯博物館蔵

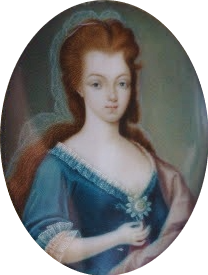
ターヴォラ女侯爵の細密画

レオノール・トマージア・デ・ロレーナ・イ・ターヴォラ（Leonor Tomásia de Lorena e Távora, 3.ª Marquesa de Távora, 1700年3月15日 – 1759年1月13日）は、18世紀ポルトガルの貴族女性であり、第3代ターヴォラ侯爵である。彼女は宰相セバスティアン・デ・カルヴァーリョ（後のポンバル侯爵）の専権に反対する大貴族グループの中心人物として知られ、ターヴォラ事件においてジョゼ1世暗殺未遂の首謀者とされ、家族や関係者と共に処刑された。

## 生い立ちと家族
レオノール・トマージアは1700年3月15日にモガドウロで生まれた。父は第2代ターヴォラ侯爵ルイス・ベルナルド・デ・ターヴォラ（1677年 - 1718年）、母は初代カダヴァル公爵の娘アナ・デ・ロレーナ（1681年 - 1721年）である。母方の曾祖父がフランス宮廷貴族のアルマニャック伯爵であることから、「ロレーナ」の姓を母系で引き継いでいる。
1718年、彼女は同族で互いの母親が姉妹である従弟の第3代アルヴォル伯爵フランシスコ・デ・アシス・デ・ターヴォラと結婚した。夫妻の間には13人の子が生まれたが、成人したのは以下の4人のみである。
- マリアンナ・ライムンダ・ベルナルダ（1722年 - ?） - 第11代アトウギア伯爵ジェロニモ・デ・アタイデと結婚。彼はターヴォラ事件で処刑された。
- ルイシュ・ベルナルド（1723年 - 1759年） - 第4代ターヴォラ侯爵。父方の叔母にあたるテレザ・デ・ターヴォラ・イ・ロレーナ（ジョゼ1世の公妾）と結婚。彼もターヴォラ事件で処刑された。
- レオノール・トマージア（1729年 - 1790年） - 第2代アルロナ侯爵ジョアン・デ・アルメイダ・ポルトゥガルと結婚。
- ジョゼ・マリア（1736年 - 1759年） - ターヴォラ事件で処刑された。

## ターヴォラ事件と最期
レオノール・トマージアとその家族は、当時のポルトガル王国宰相セバスティアン・デ・カルヴァーリョ（後のポンバル侯爵）が進める改革に反対する勢力の中心であった。カルヴァーリョは貴族勢力を弱め、王権を強化しようとしており、これに対する貴族たちの不満は高まっていた。
1758年9月3日、ジョゼ1世が何者かに銃撃され負傷するという事件が発生した。この事件は、ポンバル侯爵による政敵排除の口実として利用され、ターヴォラ家が国王暗殺を計画したとされた。レオノール・トマージアとその夫フランシスコ・デ・アシス、そして成人していた子どもたちのうちルイシュ・ベルナルドとジョゼ・マリアは逮捕され、拷問を受けた。
裁判は公開されず、証拠も不十分なまま、ターヴォラ家は有罪とされた。1759年1月13日、レオノール・トマージアはリスボンで家族や関係者と共に処刑された。彼女は火あぶりにされ、その遺体は四つ裂きにされた後、焼却されたという。この事件は、ポルトガル絶対王政下における権力闘争の象徴的な出来事として歴史に刻まれている。